# 偽行者◆空◆
《偽行者◆空◆》（日语：いつわりびと◆空◆）是由日本漫畫家饭沼勇气創作的漫畫。於2006年5月25日號的《週刊少年Sunday超》和2007年24號刊載過名為《正直的狸貓與寶物之山》的短篇。其後大幅改變設定，正式在2009年9號至2010年11號連載於週刊少年Sunday。最後於2010年2月19日起轉移到網上漫畫網站Club Sunday上連載。

## 概要
利用謊言欺騙對手的動作戰鬥漫畫。人物主要使用遠距離武器、炸彈及毒藥，很少使用大型的武器。雖然武器和戰鬥部分受到時代設定所限，但以戰鬥構成及詭計的說明來彌補。
舞台是在遠古時代的日本，但具體的年代不明。在作品中的世界，醫療技術沒那麼發達，還未認知外科手術(複雜手術是從江戶時代中期才傳到日本)。世界多采多姿，除了會說話的生物外，還有妖怪存在。

## 故事
因為不知對方就是強盜，老老實實地將全家的情況告訴對方，整個家族都被殺光的孤兒天邪狐空（あざこ うつほ）。討厭正直，而且經常說謊，但經過孤兒之里的和尚的教導後改過。利用自己擅長的騙術謊言，展開救助別人的旅程。

## 登場人物
因為作者非常喜歡動物，作中登場人物的名字大部分加入動物名。

### 主要
主要人物的姓氏的尾字會加入動物名，在單行本的內封面中，人物會各自穿上代表自己動物的人偶服。
天邪狐空
故事主角，以「因果報應」為宗旨的偽行者。出生地不明，但說話帶著關西腔。過去因為不知對方是強盜而把家內部的狀況一五一十告訴對方，以致全家族和傭人全部殺光。因為這樣就把罪惡感加在自己身上，失去了著活的方向。但經過猶如養父的和尚教導後知道什麼是善意的謊言，展開救助別人的旅程。目標人數為1000人，這是和尚期望自己救助的人數，亦是他對和尚孝的一種表現。熟悉炸彈及藥物，戰鬥時能靈活運用。手腕裝備了類似蝴蝶刀的小刀。說話輕飄，自信自己絕對不會被騙。喜歡惡作劇和令人不快的事，對藥馬的相當粗魯，不過也有溫柔和善的時候。討厭麻煩的事，口頭禪是「騙你的（ブザマやな）」，勝利詞為「『騙你的』那句也是騙你的（嘘ってのも嘘や）」。
「空」這個名字有「說謊」，「虛假」的意義。
波碰貍·吉裘利那三世
懂得說話的狸貓，性別不明。稱呼空為「空先生（空さん）」，藥馬為「藥馬先生（薬馬さん）」或「母親大人（おかーさま）」，閨為「姐姐大人（おねーさま）」。母親被壞人所殺而且自己也被抓住，幸好得到空幫助，其後成為空家人。自此以後與空一起展開幫助別人的旅行。與空有很強的情義，對他寄予著很大的信賴。說話的言詞及態度非常的禮儀端正，而且思考比較慢，這突顯出它的天然呆，因為這樣就成了隊中的麻煩製造者。當感動時會拍手。相對於空，波吉完全看不穿別人的謊言。性格比較軟弱，不知是不是受到空喜歡惡作劇的影響，現在能夠在敵人臉上畫花臉。常常使用「～」及「—」等拉長的語調來說話。
藥馬小四郎
為了醫治領主而請來的優秀謎之醫生，之後和空一起旅行的路上經常被稱做媽媽或小姑，在京城的帝都皇宮得到九個保物之一「青玉勾玉」。
其實是為了替天皇治病而出遠門找尋藥方。
六兔閨
被流刑到撫子島，沒牽涉殺人而比較輕罪的偽行者。
原為鬼姬的替身，鬼姬遭行刑完後被安置於撫子島，當時才發現他所帶著的髮髻也是九個寶物之一。
貳貓控
為神保管九個神之寶中——寶玉的守護者。
八嶋岩清
嫗國的最高權威，是個想得到世界上最美麗的東西的女人，不過卻認為男人是醜陋的生物，因為空送他鏡子代表他是最漂亮的而愛上了空，從此稱空為「空相公」也開始學時如何說謊成為邪偽之人。
烏頭目
從小遭受村人欺負而殺了村裡所有人，現在是通緝犯，是個有實力沒頭腦的武力派也是黑羽派最強的人，常常會說錯很多字詞，因為黑羽還有際刃被入谷蝙蝠殺了而為了報仇殺了入谷蝙蝠，已加入空他們。
憚木蝶左
因父親是犯罪者兒從小左眼旁就有犯罪者的刺青，因為那個刺青從小飽受村民們折磨，被水面預言會因為烏頭目而死，也被說太寵烏頭目，最後也加入空他們。
蛙水面
在國家中最大的寶物倉庫被烏頭目發現而一起逃離倉庫，身上的衣服是九個寶物中的其中一個，非常喜歡烏頭目，常常因為烏頭目而吃醋，最後也跟個烏頭目加入空他們。
狢九十九

### 黑羽派
天狗黑羽
見榮國城主的女兒，本名為雛菊，跟際刃是青梅竹馬，因父親城主的虐待而殺了父親，當時際刃也是其中一個，現在是通緝犯，因為沒人了解他們而決定做個邪偽之人，是黑羽派的受領，已死在入谷蝙蝠手上。
際刃
是黑羽的青梅竹馬，本名為蟬，從小跟黑羽一樣被城主虐待，跟黑羽一起踏上幸福之路，最後為了做黑羽的擋箭牌而被入谷蝙蝠殺死，與黑羽一起喪生。
萬田
黑羽派的其中一人，身材高大四肢發達，在鬱陵島被殺。
猿臂

### 邪偽之人
入谷蝙蝠
曾經和空一起待過孤兒之里，實際上是個邪偽之人，跟空有一樣的遭遇而認為彼此會乎相了解，因為認為除了空沒人能了解自己而殺了所有像獅子王牙音一樣說了解自己的人，不過最後還是沒受到空的認同還被烏頭目殺死。
鎖蛇
蛆原
七乾瓢
龍尾龍人
穗獏銀
幻驢芭金
鵺

### 京都
日院宮朱鷺王
京都的帝都皇宮的主人，也是京都的天皇，九個寶物之一的「青玉勾玉」在他的皇宮裡，在獅子王牙音暗殺失敗後告訴他「因為有人，才有這個社會；沒有人，就無法成就任何事」，最後為了答謝空等人救了皇上而將青玉勾玉送給了他們。
皇后
京都的帝都皇宮女主人，也是京都的皇后，跟藥馬以前就認識。
獅子王牙音
迴天黨首領，是個想改變社會的男人，而為了發起改革而策劃暗殺天皇，因為失去兒子所以很看重入谷，不過卻被入谷所傷，在暗殺天皇時說過"就算不能改變人也要改變社會"，最後為了暗殺天皇兒獨自前往宮內，最後以失敗收尾被逮捕。

### 其他
和尚
收容撫養孤兒，是只有6名大人的村落「孤兒之里」的村長。
蛭子夜七
表面上是為了監視空等人的隨行，實際上是幕府派去調查和回收九個寶物的密探，目前其中一個寶物在他身上。

## 用語解説
邪偽之人（偽り人/いつわりびと）
精通偷竊、欺詐、搶劫等技能的人的通稱。偷取，欺騙，擊倒，然後奪去…最窮兇極惡的職業。
撫子島（なでしこじま）
偽行者的流刑島。如果犯下殺人等重的罪話，嘴邊會有一個像鉗子的刺青。
九個寶物（ナイン宝物）
是個流傳很久的故事，故事內容是"一個老實人老是受騙上當，而有一天神看他很老實而給他九個寶物，從此老實人過著無人打擾的生活，不過據說給老實人九個寶物的人也是個騙子，最後那個騙子又搶走那九個寶物"，故事整體還不完整的可能性很高，實際上這個故事到底如何無從得知，不過有個傳言說如果聚集九個寶物就能實現願望，真實性還不得而知。

## 單行本
| 卷數 | 小學館         | 小學館                 | 東立出版社     | 東立出版社             | 玉皇朝        | 玉皇朝                 |
| 卷數 | 發售日期       | ISBN                   | 發售日期       | ISBN                   | 發售日期      | ISBN                   |
| ---- | -------------- | ---------------------- | -------------- | ---------------------- | ------------- | ---------------------- |
| 1    | 2009年5月18日  | ISBN 978-4-09-122013-4 | 2010年4月26日  | ISBN 978-986-10-5392-9 | 2010年1月25日 | ISBN 978-988-8047-36-9 |
| 2    | 2009年8月18日  | ISBN 978-4-09-121726-4 | 2010年4月26日  | ISBN 978-986-10-5393-6 | 2010年2月27日 | ISBN 978-988-8047-60-4 |
| 3    | 2009年11月18日 | ISBN 978-4-09-121891-9 | 2010年7月6日   | ISBN 978-986-10-5394-3 | 2010年5月25日 |                        |
| 4    | 2010年2月18日  | ISBN 978-4-09-122167-4 | 2010年8月9日   | ISBN 978-986-10-5395-0 | 2010年10月9日 | ISBN 978-988-8088-34-8 |
| 5    | 2010年5月18日  | ISBN 978-4-09-122300-5 | 2010年12月28日 | ISBN 978-986-10-5811-5 | 2012年1月3日  | ISBN 978-988-8128-14-3 |
| 6    | 2010年8月18日  | ISBN 978-4-09-122515-3 | 2011年3月21日  | ISBN 978-986-10-6227-3 | 2012年9月13日 | ISBN 978-988-8168-56-9 |
| 7    | 2010年11月18日 | ISBN 978-4-09-122670-9 | 2011年10月27日 | ISBN 978-986-10-6876-3 |               |                        |
| 8    | 2011年2月18日  | ISBN 978-4-09-122785-0 | 2011年11月22日 | ISBN 978-986-10-7482-5 |               |                        |
| 9    | 2011年5月18日  | ISBN 978-4-09-122887-1 | 2012年6月25日  | ISBN 978-986-10-8031-4 |               |                        |
| 10   | 2011年8月18日  | ISBN 978-4-09-123225-0 | 2012年8月23日  | ISBN 978-986-10-8650-7 |               |                        |
| 11   | 2011年10月18日 | ISBN 978-4-09-123360-8 | 2012年11月14日 | ISBN 978-986-10-9091-7 |               |                        |
| 12   | 2012年2月17日  | ISBN 978-4-09-123556-5 | 2013年1月16日  | ISBN 978-986-10-9788-6 |               |                        |
| 13   | 2012年4月18日  | ISBN 978-4-09-123644-9 | 2013年4月23日  | ISBN 978-986-317-218-5 |               |                        |
| 14   | 2012年6月18日  | ISBN 978-4-09-123704-0 | 2013年10月9日  | ISBN 978-986-317-485-1 |               |                        |
| 15   | 2012年8月17日  | ISBN 978-4-09-123800-9 | 2013年12月31日 | ISBN 978-986-317-884-2 |               |                        |
| 16   | 2012年8月17日  | ISBN 978-4-09-123862-7 | 2014年6月12日  | ISBN 978-986-324-500-1 |               |                        |
| 17   | 2012年10月18日 | ISBN 978-4-09-124003-3 | 2014年7月25日  | ISBN 978-986-324-501-8 |               |                        |
| 18   | 2013年1月18日  | ISBN 978-4-09-124174-0 | 2014年10月31日 | ISBN 978-986-332-147-7 |               |                        |
| 19   | 2013年4月18日  | ISBN 978-4-09-124287-7 | 2015年1月12日  | ISBN 978-986-332-699-1 |               |                        |
| 20   | 2013年6月18日  | ISBN 978-4-09-124325-6 |                |                        |               |                        |
| 21   | 2013年8月16日  | ISBN 978-4-09-124358-4 |                |                        |               |                        |
| 22   | 2013年10月18日 | ISBN 978-4-09-124454-3 |                |                        |               |                        |
| 23   | 2013年11月18日 | ISBN 978-4-09-124504-5 |                |                        |               |                        |

## 外部連結
- （日語）Club Sunday 虛實少年-空 （页面存档备份，存于）
- （日語）日本虛實少年空 維基 （页面存档备份，存于）
- （繁體中文）JD Comics Green Label 少年 虛實少年-空[永久]